# Islandia en los Juegos Olímpicos de Atlanta 1996
Islandia estuvo representada en los Juegos Olímpicos de Atlanta 1996 por un total de 9 deportistas que compitieron en 5 deportes.  
El portador de la bandera en la ceremonia de apertura fue el atleta Jón Arnar Magnússon. El equipo olímpico islandés no obtuvo ninguna medalla en estos Juegos.